# Alessio Simmaco Mazzocchi
Alessio Simmaco Mazzocchi, né à Santa Maria Maggiore le 21 octobre 1684 et mort à Naples le 12 septembre 1771, est un philologue et antiquaire italien.

## Biographie
Alessio Simmaco Mazzocchi nait en 1684, à Santa Maria Capua Vetere, bourg à deux milles de Capoue. Il est le vingt-quatrième enfant d’une pauvre famille dont le nom est Mazzoccolo, qu’il change depuis en celui de Mazzocchi. Il fait ses études dans une école obscure, d’où à l’âge de douze ans il passe au séminaire de Capoue. Devenu à quinze ans aussi habile que ses maîtres, il va chercher de nouvelles connaissances à Naples ; et c'est alors qu’il puise dans la lecture des ouvrages de Cicéron ce goût de l’antiquité qui devient sa passion dominante. Il apprend l’hébreu presque sans maître, et apprend de même la langue grecque. L’excès du travail altère sa santé et il est forcé de retourner passer quelque temps dans sa famille pour se rétablir. En 1709, il reçoit les ordres sacrés et revient à Naples, où il est nommé professeur de grec et d’hébreu au grand séminaire. Le chapitre de Capoue ne tarde pas à le revendiquer, en le nommant à un canonicat que la crainte de se voir distrait de ses études lui fait accepter avec réticence. Dès l’année suivante, il est rappelé à Naples avec le titre de théologal ; et abandonnant à ses élèves l’enseignement des langues, il se consacre tout entier à l’explication des Saintes Écritures. Sa nomination à la place de doyen du chapitre de Capoue l’oblige encore de retourner dans sa patrie ; mais peu de temps après, le roi le rappelle dans la capitale et l’y fixe par une chaire de théologie au collège de cette ville. Ce prince veut récompenser Mazzocchi de ses services en lui donnant l’archevêché de Lanciano ; mais il refuse et continue ses activités savantes. La découverte des ruines d’Herculanum lui fournit amplement les moyens de satisfaire son désir croissant de s’instruire. Quoique d’un caractère doux et conciliant, il a des discussions assez vives avec plusieurs antiquaires, entre autres Querini et Assemani. Dans ses dernières années, il perd tout à fait la mémoire et tombe dans une démence complète. Il meurt à Naples, le 12 septembre 1771, âgé de 87 ans. Mazzocchi est membre des principales académies de l’Europe. Son Éloge, lu par Le Beau à l’Académie des inscriptions, a été inséré dans le tome 38 des Mémoires de cette compagnie.

## Œuvres

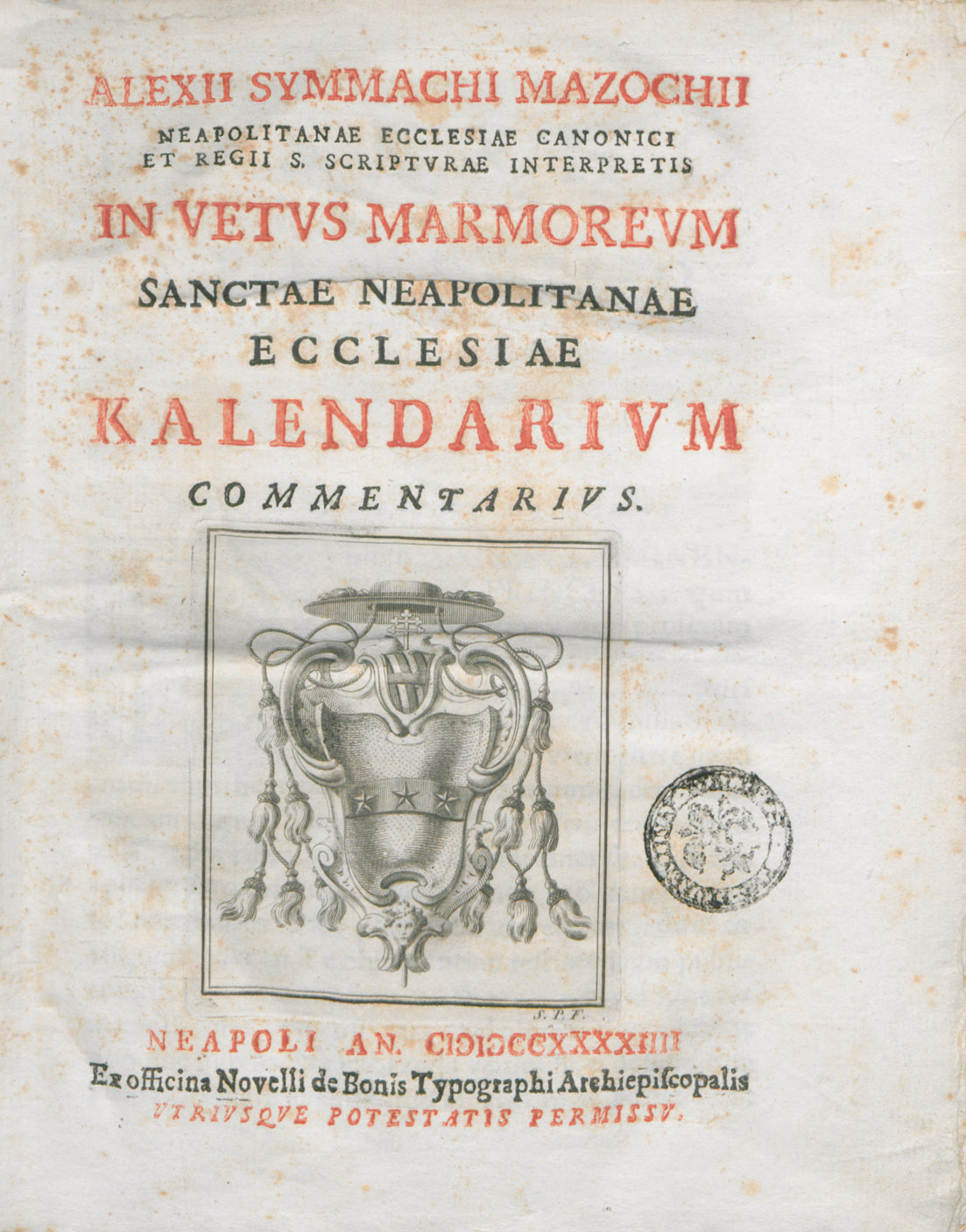
Alessio Simmaco Mazzocchi, In vetus marmoreum sanctae Neapolitanae ecclesiae kalendarium commentarius, Naples, Novello De Bonis, 1744

Parmi les nombreux ouvrages de Mazzocchi on cite les suivants :
- In mutilum Campani Amphitheatri titulum, aliasque nonnullas Campanas inscriptiones commentarius, Naples, 1727, in-4°, inséré dans le Nov. suppl. utriusque Thesaur. antiquitat. par Poleni, t. 5 ;
- De dedicatione sub ascia, ibid., 1738, in-8°. Plus de vingt antiquaires, dit Le Beau, s’étaient occupés de cette formule si usitée dans les inscriptions sépulcrales : Mazzocchi cherche à prouver que ces mots signifient dédier un tombeau tout récent en y transportant le cadavre, tandis que les ouvriers y travaillent encore ; et on s’étonna que cette explication si naturelle n’eût pas été la première.
- Dissertazione sopra l’Origine de’ Tirreni, Rome, 1740, in-4°, et dans le Recueil de l’académie de Cortone, t. 3 ;
- De antiquis Corcyræ nominibus schediasma, etc., Naples, 1742, in-4° ; ouvrage recherché. C’est une critique de quelques passages de la dissertation du savant cardinal Querini : Primordia Corcyræ.
- In vetus marmoreum S. Neapolitanæ ecclesiæ kalendarium commentarius, ibid., 1744, in-4°. Ce commentaire n’embrasse que les six premiers mois de l’année.
- Dissertatio historica de cathedralis ecclesiæ Neapolitanæ vicibus, ibid., 1751, in-4°. Il y soutient que, quoique plusieurs églises à Naples aient eu le titre de cathédrale, il n’y en a jamais eu qu’une seule. Cette opinion très-vraisemblable a cependant été attaquée par J.-A. Assemani, qui combattit Mazzocchi en l’opposant à lui-même et en tirant ses preuves de l’ouvrage même qu’il réfutait.
- De sanctorum Neapolitanæ ecclesiæ episcoporum cultu dissertatio, ibid., 1753, 2 vol. in-4° ;
- In regii Herculanensis musæi æneas tabulas Heracleenses commentarii, ibid., 1754-55, 2 tomes in-fol., fig. C’est l’ouvrage le plus recherché de Mazzocchi et celui où il montra l’érudition la plus étonnante, la plus variée. Les deux tables d’airain dont il s’agit avaient été découvertes en 1732, près du golfe de Tarente, dans le voisinage de l’ancienne Héraclée[1]. Elles sont chargées de deux inscriptions grecques, en dialecte dorique, qui contiennent la délimitation de deux terrains consacrés, l’un à Minerve et l’autre à Bacchus, et des règles pour la police des fêtes qu’on y célébrait. Mazzocchi les croit antérieures, au moins de trois siècles à l’ère chrétienne. On ne peut pas se faire une idée de tous les points d’érudition qu’un texte si simple lui a fourni l’occasion d’expliquer avec une clarté et une précision qui ne laissent presque rien à désirer.
- Actorum Bononiensium S. Januarii et SS. martyrum vindiciæ repetitæ, ibid., 1759 ;
- Spicilegium biblicum, ibid., 1763, 3 vol., dont le dernier est pour le Nouveau Testament. La dissertation sur la poésie des Hébreux et les notes sur le Nouveau Testament sont particulièrement estimées.
- Diatribe de librorum bipatentium et convolutorum antiquitate, et autres dissertations curieuses dans la Raccolta de Calogerà, t. 37, p. 149-195 ;
- Opuscula oratoria, epistolæ, carmina et diatribe de antiquitate, ibid., 1775, 2 tomes in-4°. Ce recueil a été publié par Fr. Serao ; il est recherché. Les amateurs de la poésie moderne font beaucoup de cas des vers de Mazzocchi. On lui doit encore une bonne édition de l’Etymologicon linguæ latinæ de Vossius, Naples, 1762, 2 vol. in-fol., augmentée de nouvelles étymologies tirées des langues orientales.